# Sheridan (Metro de Chicago)
Sheridan es una estación en la línea Roja del Metro de Chicago. La estación se encuentra localizada en 3940 North Sheridan Road en Chicago, Illinois. La estación Sheridan fue inaugurada el 31 de mayo de 1900.  La Autoridad de Tránsito de Chicago es la encargada por el mantenimiento y administración de la estación. La línea Púrpura opera en esta estación solamente cuando hay juegos de los Chicago Cubs.

## Descripción
La estación Sheridan cuenta con 1 plataforma central y 1 plataforma lateral auxiliar y 4 vías. 

## Conexiones
La estación es abastecida por las siguientes conexiones: 
- Rutas del CTA Buses: #80 Irving Park #151 Sheridan (nocturno)